# Лёгкие крейсера типа «Альберико да Барбиано»
Лёгкие крейсера́ ти́па «Альбе́рико да Барбиа́но» — тип лёгких крейсеров итальянского флота времён Второй мировой войны. Всего построено 4 корабля: «Альберико да Барбиано» (итал. Alberico da Barbiano), «Альберто ди Джуссано» (итал. Alberto di Giussano), «Бартоломео Коллеони» (итал. Bartolomeo Colleoni), «Джованни делле Банде Нере» (итал. Giovanni delle Bande Nere). В специальной литературе известны как «Кондоттьери А» (Condottieri A). Названы в честь знаменитых кондотьеров. Все погибли в ходе Второй мировой войны.
Их дальнейшим развитием стали «Кондоттьери B» (Condottieri B) — крейсера типа «Луиджи Кадорна».

## История создания
После Первой мировой войны крейсерские силы итальянского флота находились в плохом состоянии. К числу относительно современных лёгких крейсеров можно было причислить лишь три крейсера-скаута: «Куарто», «Нино Биксио» и «Марсала». Эти небольшие корабли были вооружены 120-мм орудиями, слишком слабыми по меркам 1920-х годов для крейсеров, а фактически боеспособным среди них был лишь «Куарто». Не улучшила положение и передача Италии 5 крейсеров из состава австро-венгерского и германского флотов — все эти корабли были очень сильно изношены.
По взглядам тогдашних итальянских тактиков, на лёгкие крейсера должны были возлагаться следующие задачи:
- Лидирование эсминцев;
- Борьба на коммуникациях;
- Участие в блокадных действиях;
- Охранение линейных сил флота;
- Несение дозоров;
- Разведка[2].

В этот период основным потенциальным противником Италии считалась Франция и развитие итальянского флота шло с учётом французских военно-морских приготовлений. К окончанию Первой мировой войны французский флот вообще не имел быстроходных крейсеров, но в 1926 году французы ввели в строй свои первые современные лёгкие крейсера типа «Дюгэ Труэн» в количестве трёх единиц. Испытывая острый дефицит средств, командование французского флота пришло к решению строить очень крупные эсминцы, именовавшиеся во Франции контрминоносцами, а в других странах лидерами. Эти корабли не предназначались для лидирования эсминцев, а должны были действовать однородными соединениями и исполнять функции лёгких крейсеров. В 1926 — 1931 годах французский флот получил 12 контрминоносцев типов «Шакал» и «Бизон». Они несли по пять орудий калибра 130-мм или 138-мм и были заметно сильнее итальянских эсминцев, а итальянские крейсера значительно превосходили в скорости.
Командование итальянского флота решило дать асимметричный ответ на эти военные приготовления. Была поставлена задача создать быстроходный корабль, не уступающий французским лидерам в скорости, но значительно превосходящий их своей огневой мощью. Согласно тогдашней итальянской классификации, эти корабли должны были именоваться «эсплоратори» — разведчиками (итал. esploratori). Поскольку крупными финансовыми средствами итальянский флот также не располагал, новый проект должен был стать максимально дешёвым. Следует заметить, что проект развивался в русле характерной для итальянского кораблестроения тенденции — приоритета скоростных качеств в ущерб остальным.
Работы велись силами «Военно-морского комитета проектирования», под руководством генерал-лейтенанта корпуса военно-морских инженеров Джузеппе Виана. Изначально корабли именовались «37-узловыми скаутами». Водоизмещение определялось в 5000 — 6000 тонн, вооружение в восемь 152-мм орудий. Это должно было обеспечить решающее огневое превосходство над французскими лидерами. Ставилась также задача получить скорость как минимум на 4 узлов выше, чем у крейсеров вероятных противников, что дало бы новым кораблям уходить от сильнейшего противника. Требования к дальности и мореходности были традиционно умеренными. При столь ограниченном водоизмещении и жестких требованиях к скорости и вооружению, броневой защитой приходилось жертвовать.
Итальянский флот желал получить шесть крейсеров этого типа, но финансовые проблемы позволили выделить деньги лишь на четыре единицы. Все они вошли в строй в 1931 году. Каждый корабль обошёлся в 59,17 миллиона лир.

## Конструкция

### Корпус и архитектура

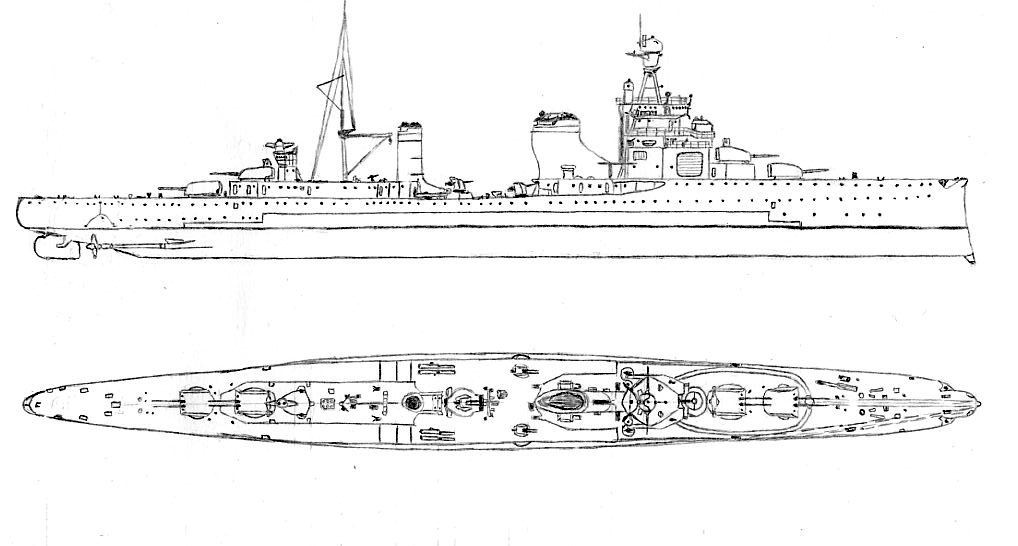
Схема лёгкого крейсера «Альберико да Барбиано».

Конструкция корпуса была в целом позаимствована у лидеров типа «Навигатори», но пропорционально увеличена. Отношение длины корпуса к ширине превысило 10:1 и было характерно скорее для эсминцев, чем для крейсеров. Обводы корпуса являлись слишком острыми. Носовая оконечность крейсеров имела уже устаревшую в то время прямую форму со слегка выступающим тараном. Схема набора корпуса была смешанной — продольный набор использовался в районе двойного дна и до платформ, выше применялся поперечный набор. Часть шпангоутов была усилена. Тем не менее конструкция корпуса оказалась переоблегчённой, что отрицательно сказывалось на прочности. Для компенсации этого недостатка были сделаны две продольные переборки. Кроме того, имелось 15 поперечных переборок, которые делили корпус на 16 водонепроницаемых отсеков.
Крейсера нельзя было назвать устойчивыми артиллерийскими платформами. В штормовую погоду крен достигал 27° — 30°, что делало управление кораблём и жизнь личного состава очень трудными задачами.

### Энергетическая установка
Крейсера типа «Альберико да Барбиано» оснащались двухвальной паротурбинной энергетической установкой, разработки компании «Беллуццо». Каждый турбозубчатый агрегат включал в себя турбину высокого давления, турбину низкого давления и турбину заднего хода. Пар турбины получали из шести котлов типа «Ярроу». Установка размещалась по эшелонному принципу, что должно было повысить её живучесть. Вместе с тем, слишком узкий корпус вынудил расположить котлы не парами, как обычно на крупных кораблях, а один за другим, в диаметральной плоскости. Проектная мощность двух турбин должна была равняться 95 000 л. с., фактически она составила 100 000 л. с. Энергетическая установка оценивалась как слишком лёгкая и хрупкая.
На испытаниях крейсера били рекорды скорости один за другим. Были показаны следующие результаты:
- «Альберико да Барбиано» — 42,05 узла при водоизмещении 5680 тонн;
- «Бартоломео Коллеоне» — 39,85 узла при водоизмещение 5565 тонн;
- «Альберто ди Джуссано» — 38,5 узла при водоизмещение 5812 тонн;
- «Джованни делле Банде Нере» — 41,11 узла при водоизмещение 5550 тонн[12].

«Альберико да Барбиано» развивал 42,05 узла в течение 32 минут, при мощности 123 479 л. с. средняя скорость составила 39,6 узла. Он стал, таким образом, самым быстроходным крейсером в мире. Эти показатели широко обыгрывались пропагандой фашистской Италии. Но «Альберико да Барбиано» вышел на рекордный пробег, не имея половины орудийных башен, а также большей части вооружения и оборудования. Реальные показатели крейсеров в ходе службы оказались гораздо скромнее — скорость 31—32 узла считалась хорошим показателем, но и она достигалась редко. Командиры крейсеров старались не развивать более 30 узлов, опасаясь за ненадёжные механизмы и слабый корпус. В итоге, крейсера этого типа фактически имели весьма заурядные скоростные характеристики, на фоне зарубежных конкурентов.

### Бронирование
Защита новых крейсеров оказалась настолько «лёгкой», что её можно было признать несуществующей. В итальянском флоте корабли этого типа получили ироническое прозвище «Мультфильмы» (итал. Cartoni animati) — каламбур намекал на слово «картон» (итал. cartone). При конструировании броневой защиты была использована прогрессивная, в принципе, идея разнесённого бронирования. Однако толщина броневых преград была совершенно недостаточной. Броневой пояс начинался от 28-го шпангоута и заканчивался на 173-м шпангоуте. Его толщина в средней части составила 24 мм, по краям — 20 мм. Броня пояса изготавливалась из ванадиевой стали. Пояс замыкался 20-мм траверсами. За броневым поясом, примерно в двух метрах от борта, проходила противоосколочная переборка, толщиной 18 мм. На пояс сверху накладывалась броневая палуба толщиной 20 мм из хромоникелевой стали. Оконечности крейсеров были незащищёнными.
Башни артиллерии главного калибра были защищены бронёй толщиной 23 мм. Боевая рубка имела толщину брони 40 мм, командно-дальномерные посты защищались 25-мм бронёй. Общий вес бронирование на крейсерах типа «Альберико да Барбиано» составлял 531,8 тонны, из них на вертикальное бронирование приходилось 290,8 тонны, на горизонтальное 241 тонна. Это составляло 11,3 — 11,5 % от стандартного водоизмещения. Толщина брони была совершенно недостаточна — она пробивалась бронебойными снарядами среднего калибра на всех реальных дистанциях боя. Ряд итальянских историков флота полагали, что эти крейсера фактически вообще не имели брони.

### Вооружение

#### Артиллерия главного калибра
Желая получить решающее огневое превосходство над французскими лидерами, командование итальянского флота решило оснастить новые крейсера 152-мм орудиями с улучшенной баллистикой. Фирма «Ансальдо» разработала пушки Ansaldo Mod. 1926 с рекордными показателями — 50-кг снаряд выпускался с начальной скоростью 1000 м/с. Однако очень скоро выяснилось, что живучесть этих орудий крайне мала. Баллистика стволов заметно менялась даже в процессе одной стрельбы.
В попытке исправить ситуацию итальянский флот принял на вооружение более лёгкий снаряд массой 47,5 кг, а начальная скорость была снижена до 850 м/с. Это решало проблему износа стволов, но кучность стрельбы оставалась по прежнему низкой . Высокий уровень рассеивания снарядов был связан двумя факторами: 1) Стволы располагались в одной люльке и слишком близко — всего 750 мм. В результате, выпущенные залпом снаряды сбивали друг друга с траектории потоками обтекающего их воздуха. 2) Итальянская промышленность боеприпасов допускала слишком большой разброс в весе снарядов и зарядов. Таким образом, артиллерия главного калибра крейсеров типа «Альберико да Барбиано» оказалась неудовлетворительной.
Боезапас составлял по 140 снарядов на орудие, бронебойных и фугасных. В военное время он увеличивался до 210 снарядов на орудие. Максимальное количество 152-мм снарядов в погребах могло достигать 1800 на весь корабль.
| Артиллерия крейсеров типа «Альберико да Барбиано» | Артиллерия крейсеров типа «Альберико да Барбиано» | Артиллерия крейсеров типа «Альберико да Барбиано» | Артиллерия крейсеров типа «Альберико да Барбиано» | Артиллерия крейсеров типа «Альберико да Барбиано» | Артиллерия крейсеров типа «Альберико да Барбиано» |
| орудие                                            | 152,4 mm/53 Ansaldo Mod. 1926                     | 152,4 mm/53 Ansaldo Mod. 1926                     | 100 mm/47AA OTO Mod. 1928                         | 40 mm/39 Vickers-Terni Mod. 1915                  | 20 mm/65 Breda Mod. 1935                          |
| ------------------------------------------------- | ------------------------------------------------- | ------------------------------------------------- | ------------------------------------------------- | ------------------------------------------------- | ------------------------------------------------- |
| калибр, мм                                        | 152,4                                             | 152,4                                             | 100                                               | 40                                                | 20                                                |
| длина ствола, калибров                            | 53                                                | 53                                                | 47                                                | 39                                                | 65                                                |
| масса орудия, кг                                  | 7340                                              | 7340                                              | 2000                                              | 852                                               | 72                                                |
| скорострельность, в/мин                           | 5                                                 | 5                                                 | 8-10                                              | 100                                               | 240                                               |
| углы склонения                                    | −10°/45°                                          | −10°/45°                                          | −5°/+80°                                          | −5°/+80°                                          | −10°/+100°                                        |
| вес снаряда, кг                                   | 50                                                | 50                                                | 13,8                                              | 0,9                                               | 0,134                                             |
| начальная скорость, м/с                           | 1000                                              | 1000                                              | 880                                               | 610                                               | 840                                               |
| максимальная дальность, м                         | 28 400                                            | 28 400                                            | 15 240                                            | 4475                                              | 2500                                              |

#### Универсальная артиллерия

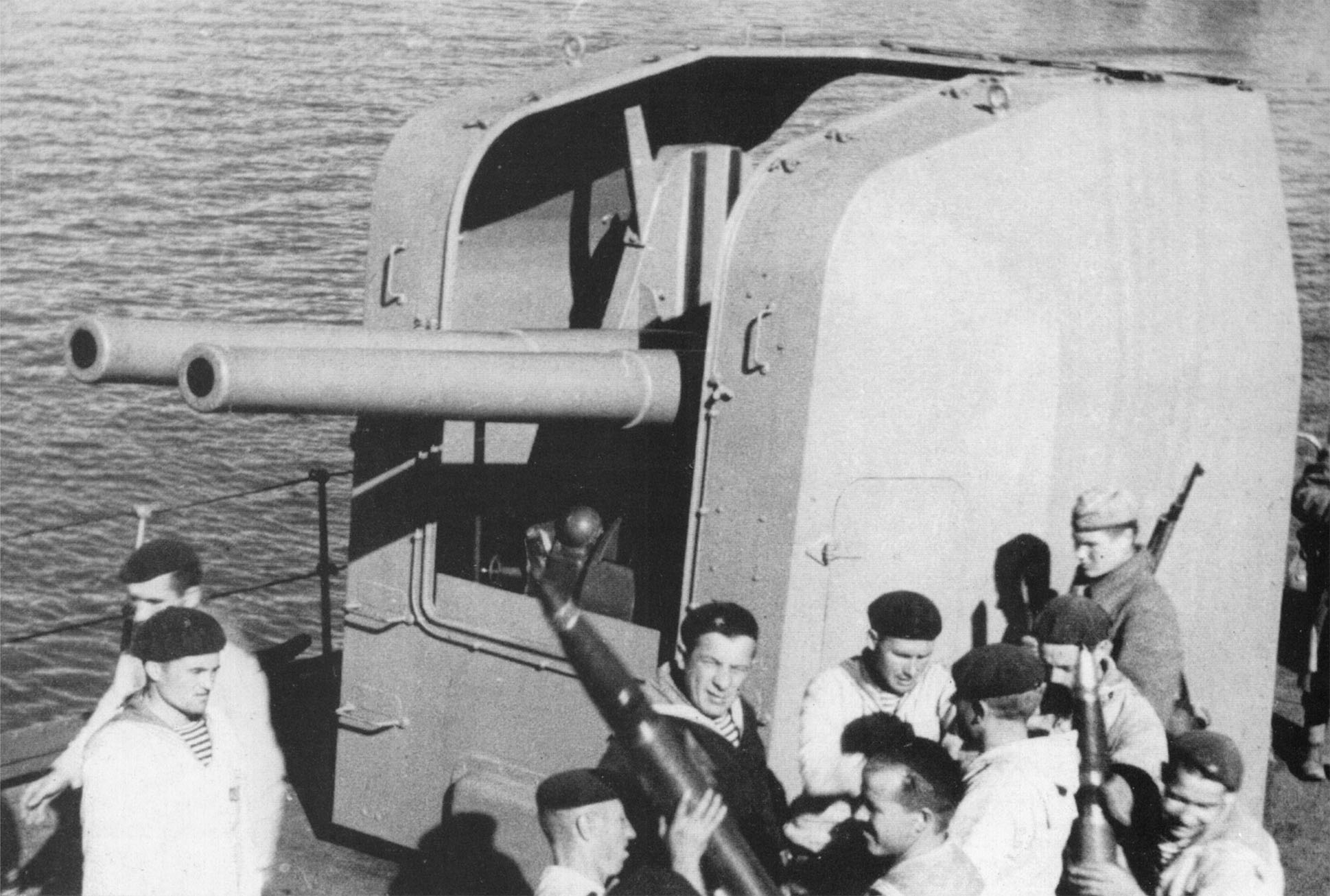
100-мм спаренная установка Минизини.

Универсальный калибр был представлен тремя спаренными установками, разработанными инженер-генералом Эудженио Минизини, в которых размещались 100-мм орудия OTO Mod. 1928. Это орудие было разработано на базе чешской 100-мм пушки Skoda 10cm/50(oa) , которой в годы Первой мировой войны вооружались крейсера и эсминцы австро-венгерского флота. Две установки размещались побортно в средней части корабля, третья в диаметральной плоскости, ближе к корме.
Орудие имело лейнированый ствол и клиновой затвор. Заряжание было унитарным, с помощью пневматического досылателя. Живучесть ствола орудия — 500 выстрелов. Спаренная установка весила 15 тонн, снабжалась 8-мм броневым щитом и имела уникальную конструкцию, при которой с увеличением угла возвышения орудий менялась высота цапф. Боезапас в мирное время составлял 2400 снарядов, в военное мог быть увеличен до 3600 снарядов. Управление огнём универсальной артиллерии осуществлялось из центрального поста управления универсальной артиллерией. Данные поступали с двух командно-дальномерных постов, оснащённых 3-метровыми дальномерами. Скорости наведения установки были невысоки и составляли 13°/с в горизонтальной плоскости и 7°/с в вертикальной. В начале Второй мировой войны это уже не соответствовало требованиям борьбы со скоростными самолётами.
Несмотря на это, 100-мм орудия OTO Mod. 1928 являлись основным зенитным средством дальнего боя на всех итальянских крейсерах, как лёгких, так и тяжёлых, а также устанавливались на советских крейсерах «Червона Украина», «Красный Крым» и «Красный Кавказ».

#### Лёгкая зенитная артиллерия
Лёгкая зенитная артиллерия была изначально представлена двумя 40-миллиметровыми автоматами Vickers-Terni Mod. 1915. Они располагались по бокам боевой рубки. Это орудие представляло собой итальянскую версию британского автомата Vickers QF Mark II. От своего прототипа итальянское орудие отличалось лишь применением магазинного питания вместо ленточного. К началу 1930-х годов орудие устарело. Слишком низкая начальная скорость снаряда ограничивала эффективную дальность стрельбы, а сам автомат был очень ненадёжным. При технической скорострельности 200 выстрелов/мин, рекомендовалось выпускать не более 50 снарядов в минуту, из-за опасности осечек.
Очевидная устарелость Vickers-Terni Mod. 1915 и уроки Гражданской войны в Испании, привели к замене 40-миллиметровых автоматов на 20-миллиметровые спаренные установки Breda Mod. 1935. Их на кораблях разместили четыре — две на месте 40-миллиметровых автоматов и две на кормовой надстройке.

## Служба
|                           | заложен              | спущен               | вступил в строй      | судьба |
| ------------------------- | -------------------- | -------------------- | -------------------- | --- |
| Альберико да Барбиано     | 16 апреля 1928 года  | 23 августа 1930 года | 9 июня 1931 года     | Потоплен 13 декабря 1941 года в бою у мыса Бон эсминцами Legion, Maori, Sikh, Isaak Sweers                  |
| Альберто да Джуссано      | 29 марта 1928 года   | 27 апреля 1930 года  | 5 февраля 1931 года  | Потоплен 13 декабря 1941 года в бою у мыса Бон эсминцами Legion, Maori, Sikh, Isaak Sweers                  |
| Бартоломео Коллеони       | 21 июня 1928 года    | 21 декабря 1931 года | 10 февраля 1931 года | Потоплен 19 июля 1940 года в бою у мыса Спада крейсером Sydney и эсминцами Havock, Hiperion, Hereward, Ilex |
| Джованни делле Банде Нере | 31 октября 1928 года | 27 апреля 1930 года  | апрель 1931 года     | Потоплен 1 апреля 1942 года в районе острова Стромболи английской подводной лодкой Urge                     |

### «Альберико да Барбиано»
Строился на верфи «Ансальдо» в Генуе. В предвоенный период нёс службу на Средиземном море. В 1936 — 1937 годах входил в состав сил, оказывавших поддержку франкистам, в ходе Гражданской войны в Испании. В конце 1939 года рассматривался вопрос о продаже «Альберико да Барбиано» Швеции. Согласно официальной версии, шведский флот отказался от покупки из-за нехватки средств. По неофициальной версии, шведы, после ознакомления с кораблём, потребовали проведения обширных ремонтных работ, усиления корпуса, зенитного вооружения и утепления помещений, в соответствии со шведскими стандартами. Итальянцы на эти требования ответили отказом и сделка не состоялась.
В начале 1940 года вошёл в состав 3-й бригады крейсеров 2-й эскадры. В ночь на 10 июня 1940 года участвовал в постановке минного заграждения в Сицилийском проливе. Принимал участие в сражении у Пунто-Стило. 6 августа 1940 года «Альберико да Барбиано» участвовал в постановке ещё одного активного минного заграждения. В этом же месяце крейсер решили сделать учебным кораблём. С 1 сентября 1940 года по 1 марта 1941 года проходил переоборудование в Поле и Триесте. Далее входил в состав учебного отряда флота.
В начале декабря 1941 года «Альберико да Барбиано» вернули в состав действующего флота и зачислили в 4-ю бригаду крейсеров. На нём поднял свой флаг контр-адмирал Антонино Тоскано. Проблемы с топливом, которые испытывали немецко-итальянские силы в Северной Африке, вынудили командование итальянского флота использовать в качестве быстроходных транспортов лёгкие крейсера. 9 декабря 1941 года «Альберико да Барбиано» и «Альберто ди Джуссано» вышли из Палермо с грузом бензина, причём бочки с горючим были установлены прямо на палубе. Крейсера были обнаружены британским самолётом-разведчиком и затем атакованы торпедоносцами. Хотя корабли не получили попаданий, командование флота приказало крейсерам вернуться в Палермо. Однако войска Оси в Африке по-прежнему требовали топлива и операцию возобновили. 12 декабря 1941 года «Альберико да Барбиано» и «Альберто ди Джуссано» вновь вышли из Палермо и вновь были обнаружены противником.
На перехват адмирал Эндрю Каннингем, командующий британским Средиземноморским флотом направил флотилию эсминцев, которые совершали переход из Гибралтара в Александрию. Возможность перехвата оценивалась как минимальная, но итальянцы повернули обратно, считая, что обнаружены вражеским разведчиком и сами вышли на противника. Ночью 13 декабря 1941 года произошло сражение у мыса Бон. Противники сошлись на встречных курсах, причём британские эсминцы имели радиолокаторы, а итальянцы нет. На встречных курсах эсминцы выпустили торпеды. Сражение длилось лишь две минуты. «Альберико да Барбиано» получил попадания трёх торпед и быстро затонул.

### «Альберто ди Джуссано»

Лёгкий крейсер «Альберто ди Джуссано».

«Альберто ди Джуссано» был построен на верфи «Ансальдо» в Генуе. Ни разу не покидал Средиземного моря. В 1936—1939 годах оказывал помощь франкистам. С 10 июня 1940 года входил в состав 4-й бригады крейсеров 2-й эскадры. Участвовал в бою у Пунто-Стило. В дальнейшем эскортировал конвои в Северную Африку и иногда привлекался для минных постановок. 12 декабря 1941 года «Альберто ди Джуссано» вместе с «Альберико да Барбиано» принял участие в операции по переброске топлива для немецко-итальянских войск в Северной Африке. Бочки с бензином были установлены прямо на палубе крейсера. В ночь с 12 на 13 декабря 1941 года произошёл скоротечный бой итальянских крейсеров с группой союзнических эсминцев. «Альберто ди Джуссано» получил от одного до трёх торпедных попаданий, загорелся и быстро затонул. Общие потери итальянцев в этом бою составили около 900 человек, ещё около 650 человек было спасено подошедшими на помощь итальянскими кораблями. Так же, как «Альберико да Барбиано», «Альберто ди Джуссано» затонул в двух милях восточнее мыса Бон.

### «Бартоломео Коллеони»

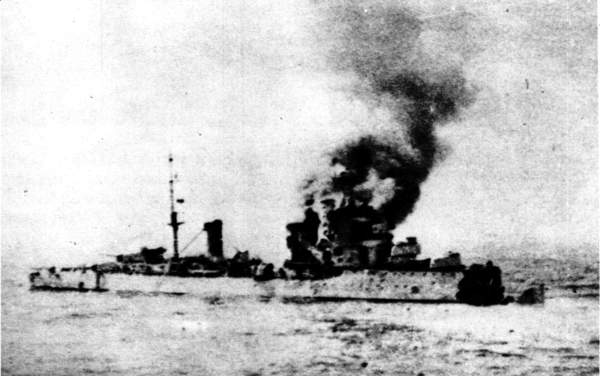
«Бартоломео Коллеони» перед своей гибелью в бою у мыса Спада. 19 июля 1940 г.

Строился на верфи «Ансальдо» в Генуе. Срок его постройки оказался самым продолжительным из всех крейсеров серии. До 1938 года служил на Средиземном море. С 5 сентября по 30 октября 1936 года стоял на рейде Барселоны, обеспечивая безопасность итальянских граждан. В 1937 году действовал в интересах франкистов, сопровождая транспорты с военными грузами для мятежников и патрулируя в море, с целью обнаружения транспортов республиканцев. В ноябре 1938 года был отправлен на Дальний Восток и 23 декабря 1938 года прибыл в Шанхай. 10 октября 1939 года крейсер был отозван с Дальнего Востока и 28 октября 1939 года вернулся в Италию.

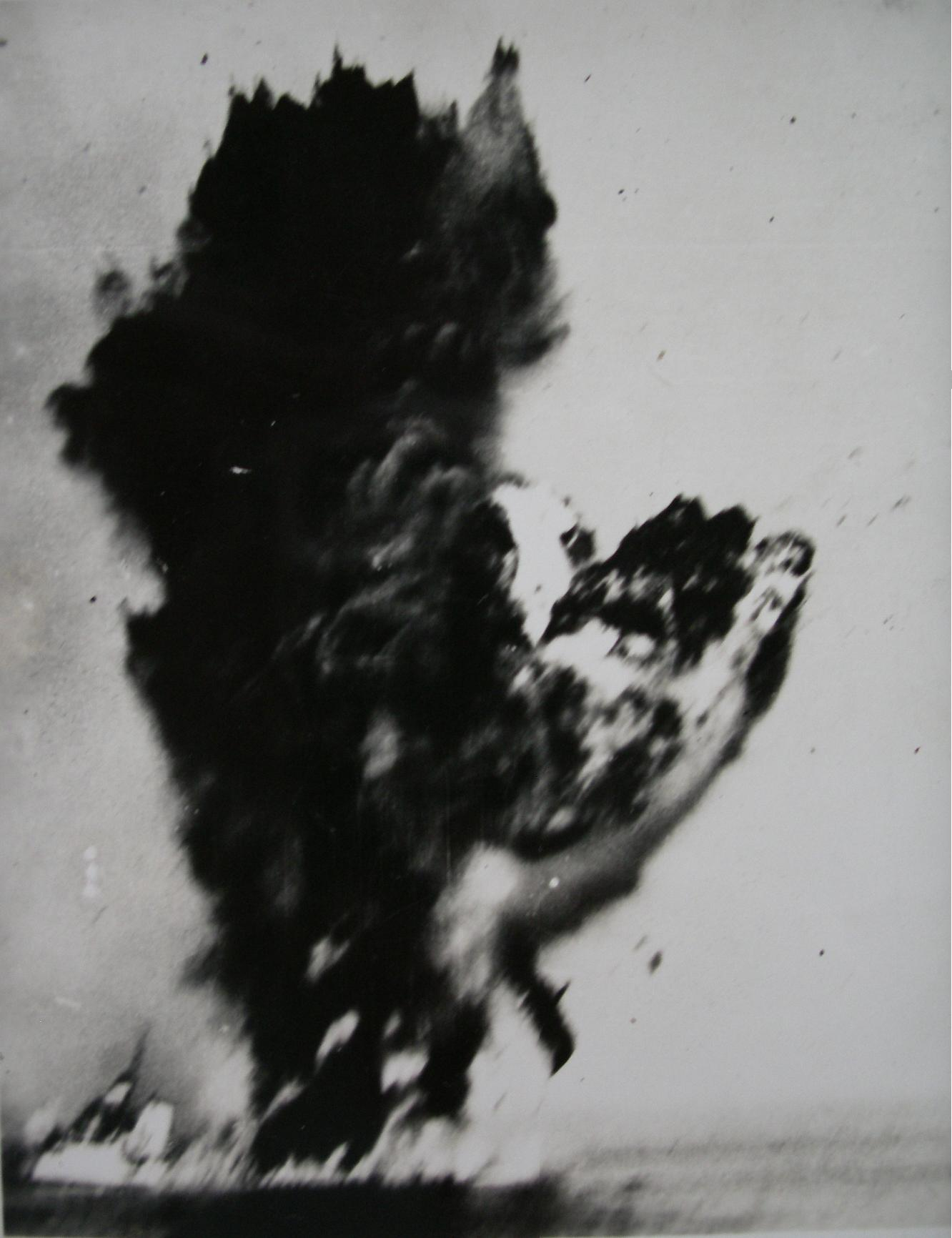
Гибель «Бартоломео Коллеони».

Со вступлением Италии во Вторую мировую войну «Бартоломео Коллеони» был зачислен во 2-ю дивизию крейсеров, вместе с «Джованни делла Банде Нери». Первоначально дивизия базировалась на Палермо. Крейсер участвовал в постановке минного заграждения в Сицилийском проливе, безуспешно выходил на поиски французских судов. После выхода Франции из войны, дивизия стала базироваться на Аугусту. В начале июля 1940 года крейсер входил в состав ближнего прикрытия конвоя, перевозившего грузы из Неаполя в Бенгази. Далее итальянское командование решило перебазировать 2-ю дивизию крейсеров в Порталагу, на острове Лерос, откуда крейсера должны были совершать рейды против британского судоходства.
Утром 19 июля 1940 года «Бартоломео Коллеони» и «Джованни делле Банде Нере» вошли в пролив Андикитира и обнаружили идущие встречным курсом четыре британских эсминца. Крейсера пошли на сближение, противник начал уходить, стрельба с обеих сторон результатов не приносила. Далее на месте событий появился австралийский лёгкий крейсер «Сидней», который открыл огонь с дальней дистанции. Командующий итальянской дивизией контр-адмирал Коссарди решил дать бой на отходе. В ходе перестрелки крейсеров, у «Бартоломео Коллеони» было сначала выведено из строя рулевое управление, затем крейсер получил попадание в машинное отделение и потерял ход. После последующих попаданий с «Сиднея» и эсминцев, «Бартоломео Коллеони» лишился всех источников энергии и был добит торпедами, выпущенными эсминцами «Айлекс» и «Хайперион». Погиб 121 член экипажа, 532 итальянских моряка было спасено.

### «Джованни делле Банде Нере»

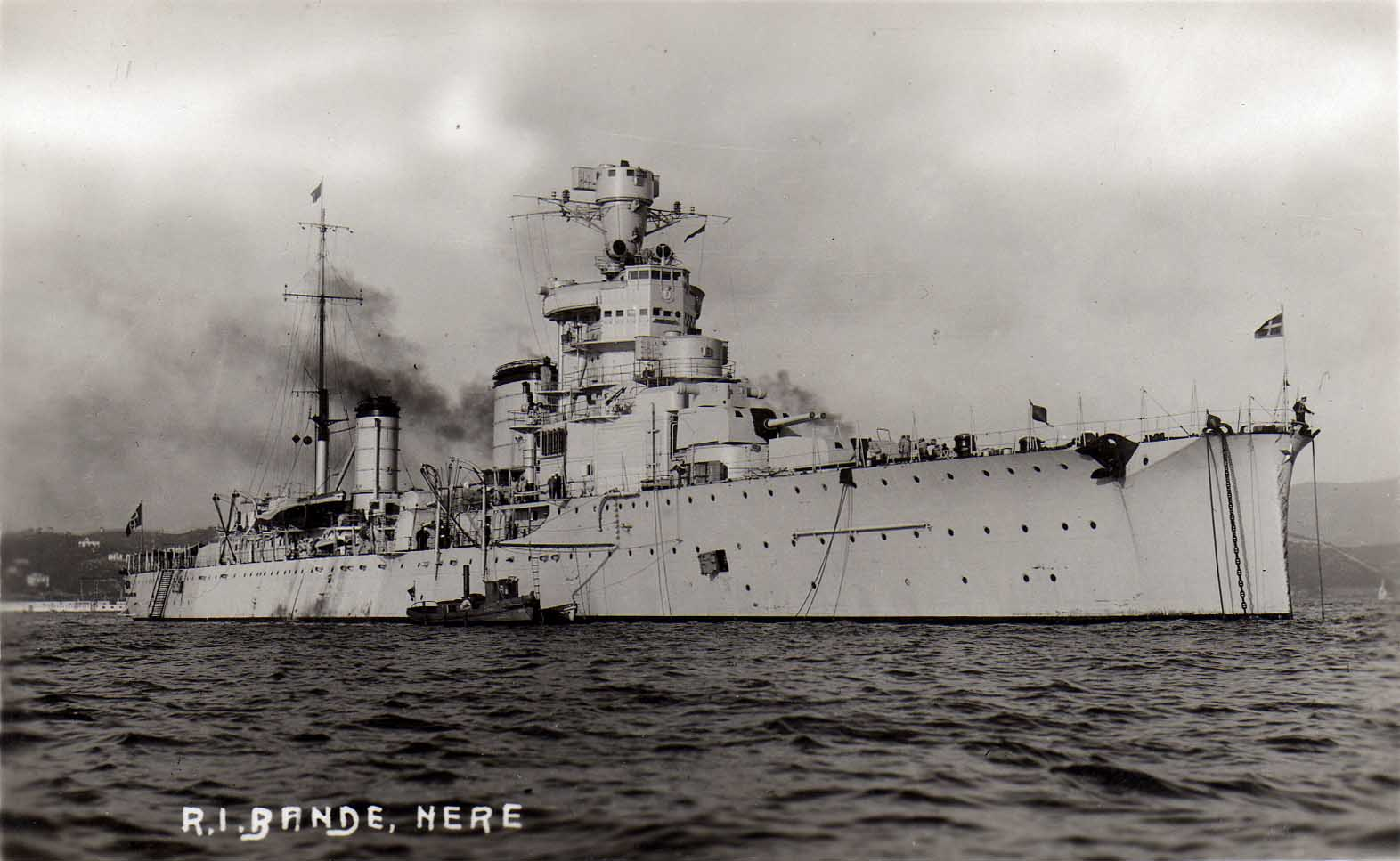
«Джованни делле Банде». Около 1933 года.

«Джованни делле Банде Нере» был построен верфью ВМС в Кастелламмаре-ди-Стабия. В предвоенные годы служил исключительно на Средиземном море. В 1936—1938 годах периодически оказывал поддержку франкистам. В 1938 году был передан в состав учебного отряда. С началом войны вновь введён в состав действующего флота, был включён во 2-ю дивизию крейсеров вместе с «Бартоломео Коллеоне». В ходе боя у мыса Спада, «Джованни делле Банде Нере» добился одного попадания в крейсер «Сидней», получив в ответ два. После выхода из строя «Бартоломео Коллеоне», контр-адмирал Бернадетто Коссарди, державший флаг на «Джованни делле Банде Нере», приказал крейсеру уходить. Погоня «Сиднея» и британских эсминцев за итальянским крейсером не имела успеха, так как у «Сиднея» закончились снаряды для носовых башен. После боя «Джованни делле Банде Нере» вернулся в Триполи. В дальнейшем, «Джованни делле Банде Нере» многократно участвовал в прикрытии североафриканских конвоев, а также в минных постановках.
21 марта 1942 года крейсер вышел из Мессины, в составе 3-й бригады крейсеров под командованием контр-адмирала Парона, куда входили ещё два тяжёлых крейсера — «Тренто» и «Гориция», а также четыре эсминца. Уже в море они встретились с линкором «Литторио» и сопровождавшими его четырьмя эсминцами под флагом адмирала Иакино. Целью операции был перехват и разгром британского конвоя MW-10, следовавшего из Александрии на Мальту. В состав конвоя входили 4 транспорта, их прикрытие осуществляли 4 крейсера ПВО: 3 типа «Дидо» — «Юриалес», «Клеопатра» и «Дидо», а также «Карлайл». Кроме того, в состав сил прикрытия входили 10 эсминцев и 6 эскортных миноносцев. По огневой мощи британцы заметно уступали итальянцам, имевшим линкор и два тяжёлых крейсера.
Противники встретились 22 марта 1942 года, после полудня. Сражение проходило в штормовых условиях и свелось к нерешительным попыткам итальянских тяжёлых кораблей прорваться к судам конвоя. Британские лёгкие силы отбивались по мере возможного и ставили дымовые завесы. «Джованни делле Банде Нере» в ходе боя обстреливал в основном британские крейсера и добился одного попадания в крейсер «Клеопатра», выведя из строя его носовые башни. Решающего успеха итальянцы добиться не смогли и, в итоге, отступили. Переход к своим базам проходил в условиях усиливающегося шторма, многие итальянские корабли получили серьёзные повреждения. Среди них был и «Джованни делле Банде Нере», которому потребовался заводской ремонт. 1 апреля 1942 года крейсер вышел из Мессины в Специю. Его сопровождали эсминец и миноносец. Около 9 часов утра его атаковала британская подводная лодка «Эрдж». В борт корабля попали две торпеды, он разломился надвое и быстро затонул в 11 милях юго-восточнее острова Стромболи в Тирренском море.

## Оценка проекта
В истории итальянского и мирового, кораблестроения корабли типа «Альберико да Барбиано», безусловно, занимают особое место, они продолжили новую концепцию начатую французскими корабелами и именно на них сформировались основные черты нового поколения лёгких крейсеров. Главными факторами, отличавшими «Альберико да Барбиано» от предшественников, спроектированных и заложенных ещё в годы Первой мировой войны, и выводившими его на качественно иной уровень, были башенная артиллерия главного калибра, современная архитектура (протяженный полубак, обтекаемые надстройки) и изначально предусмотренное в проекте авиационное вооружение. Проект «Кондоттьери А» соответствовал традиции итальянской кораблестроительной школы: основной упор в нём делался не на хорошую мореходность и большую дальность плавания, а на мощь вооружения или достижение высокой скорости хода (сказывалась ориентация на средиземноморский театр боевых действий). Задача обеспечения эффективного использования артиллерии тоже серьёзно не рассматривалась. Первый блин, как обычно получился комом и итальянский был не лучше, но новые британские крейсера строились с оглядкой на итальянцев.
Выдвигая требования к проекту «Альберико да Барбиано», итальянские моряки желали получить крейсер, который, прежде всего, мог бы догнать и уничтожить любой французский лидер и уйти от более сильного противника благодаря превосходству в скорости. Ограниченное финансовыми реалиями водоизмещение предопределило ставку на скорость и вооружение в ущерб защите, прочности и мореходности. Однако по своим действительным скоростным качествам крейсера типа «Альберико да Барбиано» оказались весьма заурядными кораблями. После пропагандистских рекордов, они, в ходе повседневной службы, показывали весьма заурядные скорости. Эти показатели не давали им возможности, ни догнать французские лидеры, ни уйти от более мощных крейсеров противника, что и подтвердилось в ходе войны. Вооружение крейсеров, формально сильное, на практике также показало себя с худшей стороны. Броневая защита совершенно не соответствовала требованиям и делала опасным для «Кондоттьери A» бой с практически любым противником. Прочность корпуса также оказалась низкой, препятствуя достижению высоких скоростей и не обеспечивая должной живучести. По сути дела, «Кондоттьери A» были скорее суперэсминцами, нежели настоящими крейсерами. Существует мнение, что Бенито Муссолини вообще не интересовался реальными боевыми качествами своего флота, а рассматривал его с точки зрения пропаганды, сдерживания и устрашения.
В целом, следует признать проект совершенно неудовлетворительным. По сути, корабли типа «Альберико да Барбиано» не являлись полноценными крейсерами. Это прекрасно понимало и командование итальянского флота. Поэтому дальнейшая эволюция итальянских лёгких крейсеров протекала по пути постепенного улучшения защиты при снижении номинальных скоростей.